# Tony Bailey
Anthony David „Tony“ Bailey (* 23. September 1946 in Burton-upon-Trent) ist ein ehemaliger englischer Fußballspieler. Als Innenverteidiger war er Teil der Meistermannschaft 1972 von Derby County, blieb aber mit Ausnahme eines Ligaeinsatzes hinter Spielern wie Terry Hennessey, Roy McFarland und Colin Todd nur Ersatzmann.

## Sportlicher Werdegang
Baileys Fußballerkarriere begann im Juni 1966 bei seinem Heimatklub Burton Albion, der gerade in die höchste Spielklasse der Southern League aufgestiegen war. Dort begann er sich als junger Innenverteidiger in einer Mannschaft zu etablieren, die stetig um den Klassenerhalt in der semiprofessionellen Liga bangen musste. Noch während der Abstiegssaison 1969/70, die auf dem letzten Platz enden sollte, verließ Bailey im Februar 1970 den Verein in Richtung des amtierenden Zweitligameisters und Erstligisten Derby County.
Seine Verpflichtung für gerade einmal 2.500 Pfund blieb von der Öffentlichkeit nahezu unbemerkt, da Trainer Brian Clough am selben Tag auch Terry Hennessey für 100.000 Pfund eingekauft hatte. Die sportliche Perspektive blieb fortan auf die Reservemannschaft beschränkt, denn mit Dave Mackay und Roy McFarland war das Abwehrzentrum bereits hochkarätig besetzt; dazu gesellte sich der angesprochene walisische Nationalspieler Hennessey. Zusätzliche Konkurrenz erwuchs ihm im Februar 1971 mit Colin Todd, der ebenfalls auf Baileys bevorzugter Position spielte und 170.000 Pfund kostete. Seine Bewährungschance erhielt er am 27. Dezember 1971 und der Gegner war Titelfavorit Leeds United. Bei der 0:3-Niederlage tat sich Bailey sehr schwer. Er erhielt nach einem Foul an Mick Jones eine Verwarnung und seinem Debüt folgte kein weiterer Ligaeinsatz mehr in der ersten Mannschaft. Für den offiziellen Erhalt einer Meistermedaille zum Ligatitel 1972 hatte er sich damit nicht qualifiziert. Seine Erfolgserlebnisse holte er sich vielmehr im Reserveteam, mit dem er in der Saison 1971/72 die Central League gewann. Dazu kam er im sportlich wenig bedeutsamen Texaco Cup zum Zuge – im Rückspiel der ersten Runde gegen Dundee United (nach einem 6:2-Sieg), eine Einwechslung für Hennessey gegen Stoke City (3:2) und ein Startelfeinsatz im Halbfinalrückspiel gegen Newcastle United (3:2 nach Verlängerung).
Im Januar 1974 lieh ihn Derby County an den Drittligisten Oldham Athletic aus und als dieser sich dort bewährte, einigten sich die beiden Parteien im März 1974 auf ein Transfergeschäft. Bailey verhalf seinem neuen Team zum Aufstieg 1974 in die Zweitklassigkeit. Doch auch in Oldham fand er nicht sein dauerhaftes Glück und im Dezember 1974 zog er weiter zum ebenfalls in der Third Division aktiven FC Bury. In Bury verbrachte Bailey seine restliche Zeit als Profifußballer; dabei kam er bis zum Ende der 1970er-Jahre auf 131 Ligaeinsätze. Ab November 1980 ließ er dann in der Northern Premier League die Karriere beim AFC Mossley ausklingen.

## Titel/Auszeichnungen
- Texaco Cup: 1972